# Уоткинз, Уолтер
Уолтер Мартин (Март) Уоткинз (англ. Walter Martin (Mart) Watkins; август 1880, Кайрсус, Уэльс — 14 мая 1942, Сток-он-Трент, Англия) — валлийский футболист, центральный нападающий, поигравший за «Сток Сити», «Астон Виллу», «Сандерленд», другие английские и валлийские клубы, а также за сборную Уэльса.

## Футбольная карьера

### Начало карьеры и «Сток Сити»
Родившийся в небольшом уэльском городке Кайрсусе Уолтер начал футбольную карьеру в родном городе. Через два года он переходит в более известную на тот момент команду «Озуэстри Таун», считавшуюся на тот момент английской командой и игравшей в лиге Шропшира (одновременно с тем принимавшей участие в кубке Уэльса). В сезоне 1900/01 переходит в английский клуб первого дивизиона «Сток Сити».
Первый сезон в новом клубе стал для Уоткинза успешным. Хотя команда и заняла итоговое 16 место из 18 участников, нападающий, принявший участие в 28 матчах забил в них 9 голов (первый в выездном матче с «Вест Бромвич Альбионом» 3 ноября 1900 года, закончившимся вничью 2:2). В следующем сезоне 1901/02 команде не удалось улучшить свои показатели: «Сток» снова стали 16-ми. Но Уолтер смог забить больше: в 32 матчах он отличился 15 раз и стал лучшим бомбардиром команды в том сезоне (это было связано также с тем, что лучший бомбардир команды последних пяти сезонов Уильям Максвелл перешёл в «Сандерленд»). Забил Уолтер больше всех в «Сток Сити» и в следующем, более удачном сезоне: клуб занял 6-е место (однако нападающий снизил результативность отличившись «всего» 12 раз).
Начал в Уоткинз в «Стоке» и сезон 1903/04, в 19 матчах которого забил 8 мячей (и скорее всего снова стал бы лучшим бомбардиром команды, ведь Артур Кейпс отличился всего 11 раз в 28 играх). Но после нового года за 400 фунтов стерлингов Уолтер переходит в более успешную в плане результатов «Астон Виллу».

### 1904—1907
В «Астон Вилле», за которую ранее уже успел поиграть его брат Эрнст (провёл всего 1 матч), у Уоткинза не сложилось. До конца сезона 1903/04 он провёл всего 5 матчей, в которых отличился лишь однажды. Поэтому, начавший сезон 1904/05 в «Вилле» (сыграл один матч) нападающий в октябре 1904 года переходит в «Сандерленд». В «Сандерленде» Уолтер дебютировал 22 октября в домашнем матче с «Шеффилд Уэнсдей», закончившимся победой «чёрных котов» 3:0 (дубль сделала сам Уоткинз). Всего в «Сандерленде» он провёл 14 матчей в которых забил 9 голов и стал лучшим бомбардиром команды совместно с Джорджем Холли.
Однако в следующем сезоне нападающий оставляет Сандереленд и переходит в только что основанный (10 сентября 1905 года) «Кристал Пэлас». В новом клубе он опять не задержался более, чем на один сезон. За «Кристал Пэлас», заявившийся во второй дивизион Южной лиги он провёл всего 21 матч, в котором забил 13 мячей (в том числе 2 хет-трика в кубке Англии в ворота «Клептон Ориент» и «Челси»). По окончании сезона Уолтер переходит в «Нортгемптон Таун», выступавший в первом дивизионе Южной Лиги («Кристал Пэлас» играл в этом же дивизионе благодаре прошлогодней победе во втором дивизионе). Уоткинз особых успехов в новом клубе не имел, команда заняла 20-е место в чемпионате из 20 участников и нападающий решил снова сменить команду.

### Возвращение в «Сток» и окончание карьеры
В сезоне 1907/08 Уоткинз возвращается в «Сток Сити», уже вылетевший во второй дивизион. Нападающий провёл в новом-старом клубе ещё 17 матчей в которых забил 4 гола (по окончании сезона клуб был расформирован). Всего за «Сток Сити» Уолтер Уоткинз провел в официальных соревнованиях 139 матчей, в которых забил 52 гола (в том числе 4 дубля) и считается одним из лучших игроков клуба начала XX века. Сезон 1908/09 Уолтер провёл в «Лиге Бирмингема и окрестностей» играя за «Кру Александра» (в этой же лиге играл расформированный «Сток»). В следующем сезоне нападающий играл за «Стаффорд Рейнджерс» в той же лиге. Закончил карьеру футболиста Уоткинз в «Танстолл Парк».

## Сборная Уэльса
В сборной Уэльса нападающий дебютировал в 3 марта 1902 года в домашнем матче с Англией, завершившимся вничью 0:0. Первый гол Уолтер забил почти через год в выездном матче с той же Англией. Всего за сборную Уоткинз провёл 10 матчей в которых забил 4 гола. Четырежды он вызывался в главную команду как игрок «Сток Сити» и трижды как игрок «Астон Виллы» и «Сандерленда»
| №  | Дата            | Город     | Оппонент  | Счёт | Голы Уоткинза | Соревнование       |
| -- | --------------- | --------- | --------- | ---- | ------------- | ------------------ |
| 1  | 3 марта 1902    | Рексем    | Англия    | 0:0  | —             | Чемпионат Британии |
| 2  | 2 марта 1902    | Портсмут  | Англия    | 1:2  | 1             | Чемпионат Британии |
| 3  | 9 марта 1903    | Кардифф   | Шотландия | 0:1  | —             | Чемпионат Британии |
| 4  | 29 февраля 1904 | Рексем    | Англия    | 2:0  | 1             | Чемпионат Британии |
| 5  | 12 марта 1904   | Данди     | Шотландия | 1:1  | —             | Чемпионат Британии |
| 6  | 21 марта 1904   | Бангор    | Ирландия  | 0:1  | —             | Чемпионат Британии |
| 7  | 6 марта 1905    | Рексем    | Шотландия | 3:1  | 1             | Чемпионат Британии |
| 8  | 27 марта 1905   | Ливерпуль | Англия    | 1:3  | —             | Чемпионат Британии |
| 9  | 8 апреля 1905   | Белфаст   | Ирландия  | 2:2  | 1             | Чемпионат Британии |
| 10 | 11 апреля 1908  | Абердэр   | Ирландия  | 0:1  | —             | Чемпионат Британии |

## Достижения
Чемпион второго дивизиона Южной лиги — 1906

## Статистика выступлений
| Клуб               | Сезон        | Чемпионат | Чемпионат | Кубок | Кубок | Всего | Всего |
| Клуб               | Сезон        | Матчи     | Голы      | Матчи | Голы  | Матчи | Голы  |
| ------------------ | ------------ | --------- | --------- | ----- | ----- | ----- | ----- |
| Кайрсус            | 1894/95      | ?         | ?         | ?     | ?     | ?     | ?     |
| Кайрсус            | 1895/96      | ?         | ?         | ?     | ?     | ?     | ?     |
| Кайрсус            | За всё время | ?         | ?         | ?     | ?     | ?     | ?     |
| Озуэстри Таун      | 1896/97      | ?         | ?         | ?     | ?     | ?     | ?     |
| Озуэстри Таун      | 1897/98      | ?         | ?         | ?     | ?     | ?     | ?     |
| Озуэстри Таун      | 1898/99      | ?         | ?         | ?     | ?     | ?     | ?     |
| Озуэстри Таун      | 1899/00      | ?         | ?         | ?     | ?     | ?     | ?     |
| Озуэстри Таун      | За всё время | ?         | ?         | ?     | ?     | ?     | ?     |
| Сток Сити          | 1900/01      | 28        | 9         | 3     | 1     | 31    | 10    |
| Сток Сити          | 1901/02      | 32        | 15        | 4     | 1     | 36    | 16    |
| Сток Сити          | 1902/03      | 29        | 12        | 4     | 1     | 33    | 13    |
| Сток Сити          | 1903/04      | 19        | 8         | 0     | 0     | 19    | 8     |
| Сток Сити          | За всё время | 108       | 44        | 11    | 3     | 119   | 47    |
| Астон Вилла        | 1903/04      | 5         | 1         | 0     | 0     | 5     | 1     |
| Астон Вилла        | 1904/05      | 1         | 0         | 0     | 0     | 1     | 0     |
| Астон Вилла        | За всё время | 6         | 1         | 0     | 0     | 6     | 1     |
| Сандерленд         | 1904/05      | 14        | 9         | 1     | 0     | 15    | 9     |
| Кристал Пэлас      | 1905/06      | ?         | ?         | ?     | ?     | 21    | 13    |
| Нортгемптон Таун   | 1906/07      | ?         | ?         | ?     | ?     | ?     | ?     |
| Сток Сити          | 1907/08      | 17        | 4         | 3     | 1     | 20    | 5     |
| Кру Александра     | 1908/09      | ?         | ?         | ?     | ?     | ?     | ?     |
| Стаффорд Рейнджерс | 1909/10      | ?         | ?         | ?     | ?     | ?     | ?     |
| Танстолл Парк      | 1910/11      | ?         | ?         | ?     | ?     | ?     | ?     |
| За всё время       | За всё время | ?         | ?         | ?     | ?     | ?     | ?     |